# Bernard Lhomme
Bernard Lhomme, né le 25 décembre 1942 à Conflans-en-Jarnisy (Meurthe-et-Moselle), est un footballeur français qui évoluait au poste d'arrière latéral. 
Il a été vainqueur de la Coupe de France avec Lyon en 1973.
Au total, il a disputé 244 matchs en Division 1 avec le club de Lyon.

## Carrière de joueur
- 1966-1976 :  Olympique lyonnais[1]

## Palmarès
- Vainqueur de la Coupe de France en 1973 avec l'Olympique lyonnais
- Finaliste de la Coupe de France en 1971 avec l'Olympique lyonnais